# جامعة قوجه إيلي
قوجه إيلي (بالإنجليزية: Kocaeli University) هي جامعة عامة في تركيا تأسست عام 1992. تقع في مدينة قوجا.

## إحصائيات
يبلغ عدد طلاب الجامعة 50000 طالب، منهم 2055 طالب دراسات عليا.

## وصلات خارجية
- الموقع الإلكتروني